# Steamboy
Steamboy (japonsky スチームボーイ, Sučúmubói) je japonský animovaný film z roku 2004, jehož režisérem je Kacuhiro Ótomo. Produkovalo jej studio Sunrise a vydala 17. července 2004 společnost Tóhó. Steamboy je jedním z nejdražších japonských animovaných filmů historie. Pracovalo se na něm deset let a použilo se pří jeho výrobě více než 180 000 ručně kreslených a přes 440 plně digitálních snímků.

## Příběh
Film se odehrává v alternativní viktoriánské Anglii devatenáctého století. Je to období slavných vynálezů, tzv. století páry. Mladý chlapec jménem Ray dostane jednoho dne podivnou zásilku. Jedná se o malou parní kouli, která je zdrojem neomezené parní síly. Kvůli objevu této koule přijde Rayův otec Edward málem o život a rozejde se ve zlém se svým otcem Lloydem, což je Rayův dědeček.
Parní koule přinese Rayovi mnoho problémů, protože kromě Edwarda touží po kouli i jiní lidé, například britský inženýr Robert Stephenson. Ray je na začátku filmu unesen i s koulí takzvanou „O'Harovou nadací“, ve které pracuje Rayův otec Edward. Ray se dozví, že dědeček mu lhal o smrti otce a postaví se na stranu otce, který mu ukáže krásu parního zámku. Navíc se zamiluje do Scarlett, dcery mecenáše O'Harovy nadace.
Děj vyvrcholí na Velké Výstavě v Londýně, kde mimo jiné představuje své vynálezy i O'Harova nadace. Stánek nadace je velký zámek, který zároveň slouží jako velká parní pevnost schopná létat. K vyzdvižení paláce je potřeba tří parních koulí. Do zámku dorazí Rayův dědeček Lloyd a pokusí se zařízení sabotovat, je ale chycen a zadržen. Ray na dědečka náhodně narazí a ten mu poví o tom, že nadace vyrábí zbraně a ty pak prodává nepřátelům Anglie. Ray se rozhodne kouli ukrást a předat ji Robertu Stephensonovi, který následně zahájí útok na parní zámek. Areál výstavy se rázem promění ve válečnou zónu.
Ray během bitvy zjistí, že Robertu Stephensonovi jde pouze o peníze a moc, ale to už je mezitím parní zámek ve vzduchu pod prudkou palbou. I přes jednu chybějící parní kouli je zámek schopný letu, ale hrozí, že vybuchne. Ray ukradne kouli zpátky a udělá si z ní jetpack, kterým se dostane do zámku. V řídící místnosti se kromě Raye setkávají také Lloyd, Edward a slečna Scarlett.
Lloyd se usmíří se synem a společně se rozhodnou zůstat v paláci a řídit jeho let s cílem odvrátit poškození města. Ray se slečnou Scarlett uniknou. Parní zámek je pak odsunut co nejdál od města, aby způsobil co nejmenší škody při výbuchu.

## Postavy
- James Ray Steam (japonsky ジェームス・レイ・スチム, Džémusu Rei Sučimu)

Dabing: Anne Suzuki
Hlavní postavou je 13letý chlapec z Manchesteru. Má v genech talent pro vynalézání, který zdědil po předcích. Věří v pokrok a myslí si, že věda nemá sloužit k válčení. Během filmu se názory postavy postupně vyvíjí.
- Scarlett O'Hara St. Jones (japonsky スカーレット・オハラ・セントジョーンズ, Sukáretto Ohara Sentodžónzu)

Dabing: Manami Koniši
Slečna Scarlett je 14letá sobecká, neohrožená dívka z Ameriky. Zároveň je to vnučka hlavního představitele O'Hara nadace. Ve filmu zaujímá roli nevinné nic netušící holky, která se stala svědkem nečekaných událostí.
- Lloyd Steam (japonsky ロイド・スチム, Roido Sučimu)

Dabing: Kacuo Nakamura
Rayův dědeček je menší bělovlasý starší pán, který je na svůj věk neobyčejně vitální. Vynálezce parní koule, kterou vytvořil se svým synem Edwardem. Neshoduje se s názory svého syna a vystupuje proti němu. Věří, že věda má sloužit k pomoci, nikoliv k moci. Jeho vize vzdušného zámku jako nádherný lunapark, naproti Edwardově úmyslu postavit ze zámku válečnou vzdušnou pevnost.
- Edward Steam (Eddy) (japonsky エドワード・スチム（エディ）, Edowádo Sučimu (Edi))

Dabing: Masane Cukajama
Rayův otec je mohutnější postavy. Popálení, které utrpěl během vynalézání parní koule, vedlo k zohavení jeho vnějšku. Tento incident pokřivil jeho chování do té míry, že si myslí, že věda je nástroj k získání moci. Jeho otec mu říká Eddy. Využívá O´Hara nadace a Velké výstavy k získání prostředků k moci.
- Robert Stephenson (japonsky ロバート・スチーブンスン, Robáto Sučíbunsun)

Dabing: Kijoši Kodama
- David (japonsky デイビッド, Deibiddo)

Dabing: Ikki Sawamura
- Archibald Simon (japonsky アーチボルド・サイモン, Áčiborudo Saimon)

Dabing: Satoru Sató
- Alfred Smith (japonsky アルフレッド・スミス, Arufureddo Sumisu)

Dabing: Susumu Teradžima
- Jason (japonsky ジェイソン, Džeison)

Dabing: Tecu Inada
- Rayova matka (japonsky レイの母親, Rei no hahaoja)

Dabing: Keiko Aizawa
- Emma (japonsky エマ, Ema)

Dabing: Sanae Kobajaši
- Thomas (japonsky トーマス, Tómasu)

Dabing: Aiko Hibi
- Admirál

Dabing: Osamu Saka